# 竹下虎之助
竹下 虎之助（たけした とらのすけ、1924年8月6日 - 2008年12月16日）は、日本の官僚・政治家。元広島県知事。島根県大田市出身。

## 来歴・人物
松江高等学校 (旧制)、京都大学法学部卒業。
1947年に自治省に入庁するも本省に勤務することなく地方自治体で職務にあたった。島根県主査や香川県勤務を経て、1960年に広島県地方課長に就任。総務部長、副知事を歴任。故郷の島根県知事や広島市長に擁立しようとする動きがあったが固辞していた。しかし3期目を目指すと見られていた前知事の宮澤弘が参議院の補欠選挙に急遽立候補（現職急逝のため）したため、後継として広島県知事選挙に1981年に立候補して当選。以来1993年まで広島県知事を3期務めた。
在任中、広島空港建設促進をはじめとする公共施設整備に、中国四川省との友好提携などに尽力した。
また任期中、Jリーグ参加に消極的だったマツダに対し、マツダのメインバンクである住友銀行の巽外夫頭取を通じて参加を要請、1991年1月22日夕刻に古田徳昌マツダ社長と会談を行い、翌23日マツダはリーグ加入の方向を表明した。その後マツダサッカークラブを母体とするサンフレッチェ広島が誕生した。
4期目については本人が長期政権の悪弊を懸念したため立候補しなかった。知事退任後は県社会福祉協議会会長、その後は顧問に就任。他にも学校法人修道学園（広島修道大学・修道中学校・修道高等学校を運営）理事長を2000年6月まで務めた。
一方、1985年には、同和団体や日教組下部組織らと「八者合意」を認める(八者とは（広島県知事、広島県議会議長、広島県教育委員会教育長、部落解放同盟広島県連合会、広島県教職員組合、広島県高等学校教職員組合、広島県同和教育研究協議会、広島県高等学校同和教育推進協議会）。これによって広島県の教育に同和団体や日教組の干渉が強まり、「広島県での同和解放同盟による教育介入」を起こしてしまう。
2008年12月16日午前0時5分、広島市南区にある県立広島病院で亜急性腎不全のため死去。84歳。

## 備考
- 中央政界とも太いパイプで結ばれていた。なお同郷（島根県）で同年齢の竹下登元首相（学年は竹下登が一つ上）とも親密であった。ただし、同姓ではあるが縁戚関係はなかった。
- 本人によれば「虎之助」の名は、生誕直後身体が弱く育つ見込みがないとして、せめて名前だけでも強い名前をつけてもらった親心だという（ちなみに生まれた歳の干支は子）。

## 著書
- 『地方自治とは何か―竹下虎之助回顧録』広島大学文書館編、現代史料出版、2006年 ISBN 4877851399